# 21522 Entwisle
A 21522 Entwisle (ideiglenes jelöléssel 1998 MX11) a Naprendszer kisbolygóövében található aszteroida. A LINEAR projekt keretében fedezték fel 1998. június 19-én.